# Івано-Франківське земляцтво в Києві
Громадська організація "Міжнародна організація «Івано-Франківське земляцтво» — об'єднує вихідців із Івано-Франківської області, які проживають в Києві. Заснована в 1998 році.

## Мета
Головним завданням організації є сприяння популяризації досягнень Івано-Франківщини в різних галузях суспільного, економічного та духовно-культурного життя, ознайомлення громадськості столиці з історією та культурою Івано-Франківщини, її науковим та господарським потенціалом.

## Члени
Організація налічує понад 1000 членів. Членами земляцтва можуть бути особи, пов'язані з Івано-Франківщиною як за походженням, так і за місцем народження чи тривалого проживання.

## Діяльність
Земляцтво регулярно організовує у Києві мистецькі заходи, серед яких дійство «Писанкова Коломийщина», презентації окремих районів Івано-Франківщини, проведення в Українському домі свята карпатського вбрання, щорічне проводення Розколяди. Земляцтво також започаткувало проведення толок на території Національного музею архітектури і побуту в Пирогові.
Офіс Земляцтва: 01004, м. Київ, вул. Пушкінська, 9, оф. 22.

## Ключові особи
- Голова земляцтва — Струтинський Богдан Дмитрович, український театральний режисер, педагог та продюсер, громадський діяч, директор — художній керівник Київського національного академічного театру оперети, голова Національної спілки театральних діячів України. Заслужений діяч мистецтв України. Народний артист України.[3]
- Заступник Голови земляцтва — Гриджук Лариса Анатоліївна
- Заступник голови земляцтва — Говдяк Роман Михайлович
- Виконавчий директор — Ковтун Юлія Володимирівна

Раніше головою земляцтва був Гдичинський Богдан Петрович — Голова Спостережної Ради «Експрес-банку».

## Виноски
1. 1 2  Надія Князев: У київському небі лунають трембіти. // «Урядовий кур'єр», 5 березня 2011, № 42 (4440), стор. 15. Посилання (html)[недоступне посилання з липня 2019], Посилання (pdf)[недоступне посилання з липня 2019]
2. ↑  Національна радіокомпанія України [Архівовано 2 лютого 2011 у Wayback Machine.] Івано-франківське земляцтво у Києві 21 січня проведе «Гуцульську розколяду»
3. ↑  Відбулися Загальні Збори Асоціації земляцьких організацій. Рада земляцтв областей та регіонів України. 16 вересня 2022.
4. ↑  Коломия веб портал [Архівовано 11 грудня 2014 у Wayback Machine.] Земляцтво іванофранківців у Києві очолив Б. Гдичинський